# Ton Koops

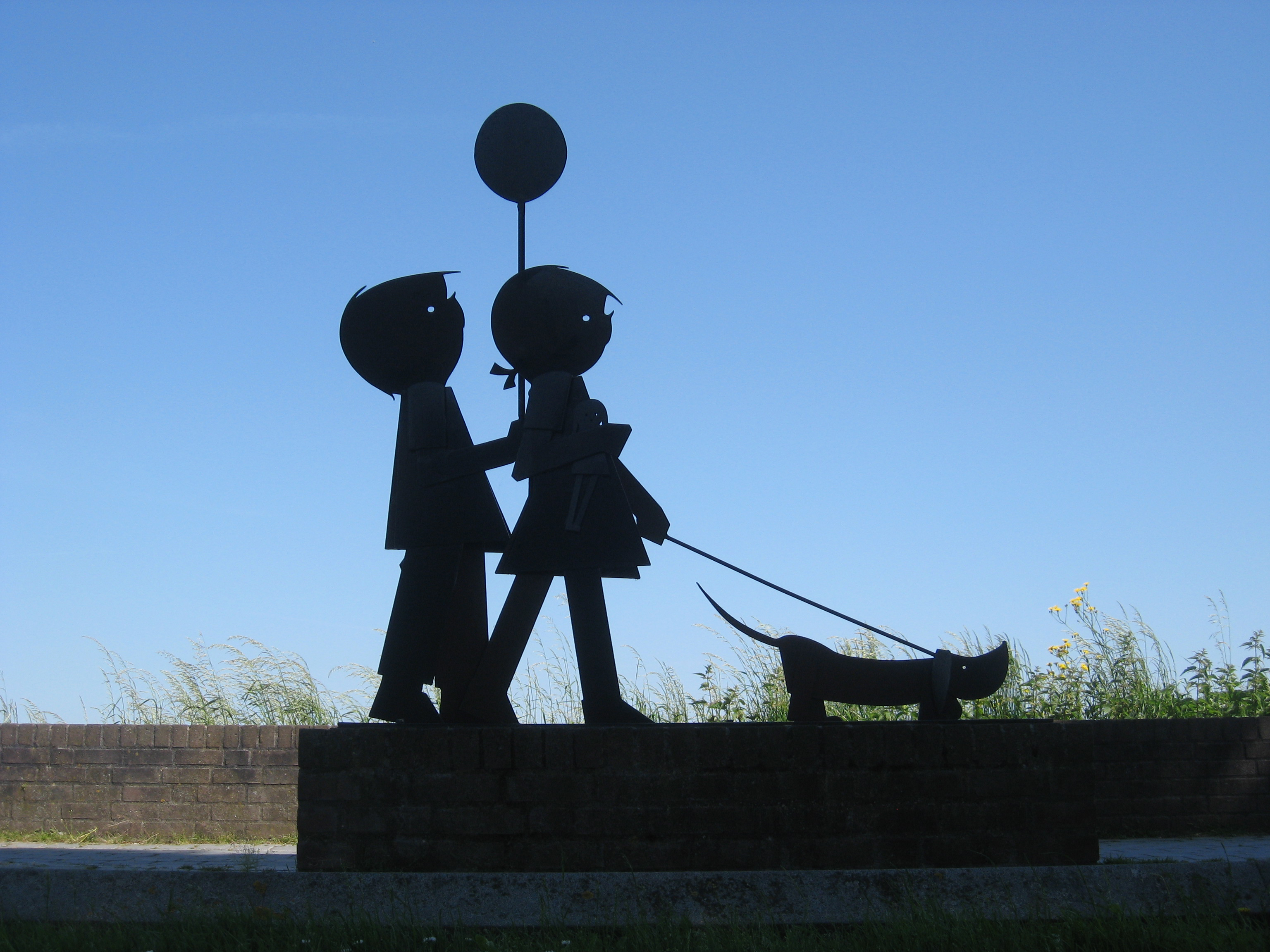
Jip en Janneke (1992), aan de Waalkade in Zaltbommel. Gemaakt ter ere van de in Zaltbommel geboren tekenaar Fiep Westendorp. Het beeld werd onthuld door Westendorp en Annie M.G. Schmidt, schrijfster van de Jip en Janneke-verhalen.

Ton Koops (Waddinxveen, 1944) is een Nederlands beeldhouwer.

## Leven en werk
Koops werkte aanvankelijk in de bouw, maar maakte de overstap naar de kunst om op een andere, ruimtelijke manier met materialen te kunnen werken. Als autodidact beeldhouwer maakt hij geabstraheerde, figuratieve beelden in brons, koper, marmer, staal en ijzer, met de mens en de natuur als thema. Hij wordt beïnvloed door het werk van Constantin Brâncuși en Henry Moore.

## Enkele werken
- 1975 Kees de Veerman, Lekdijk, Ammerstol. Stond tot 2015 in de ouderensoos.
- 1979 Zalmvisser, Rijkswal, Woudrichem
- 1980 Boerenvrouw of Vrouwtje van Brakel, Waaldijk, Brakel
- 1982 Golvend water, Wijk en Aalburg
- 1982 Spelende kinderen, Molenstraat, Almkerk
- 1983 Twee figuren, Woudrichem
- 1984 Fantasiedier, Oudendijk
- 1989 Joods Gedenkteken, Gorinchem
- 1992 Jip en Janneke, Waalkade, Zaltbommel
- 1993 Vredesmonument, Grote Kerkstraat, Wijk en Aalburg
- 1996 Samenheid, Dordrecht
- 1999 Steenovenvolk, Donkerstraat, Aalst
- 2011 Herdenkings- en Vredesmonument, Oostburg
- 2020 Omarm-me, Giessen
- 2021 Aandrijving, Sas van Gent

## Fotogalerij

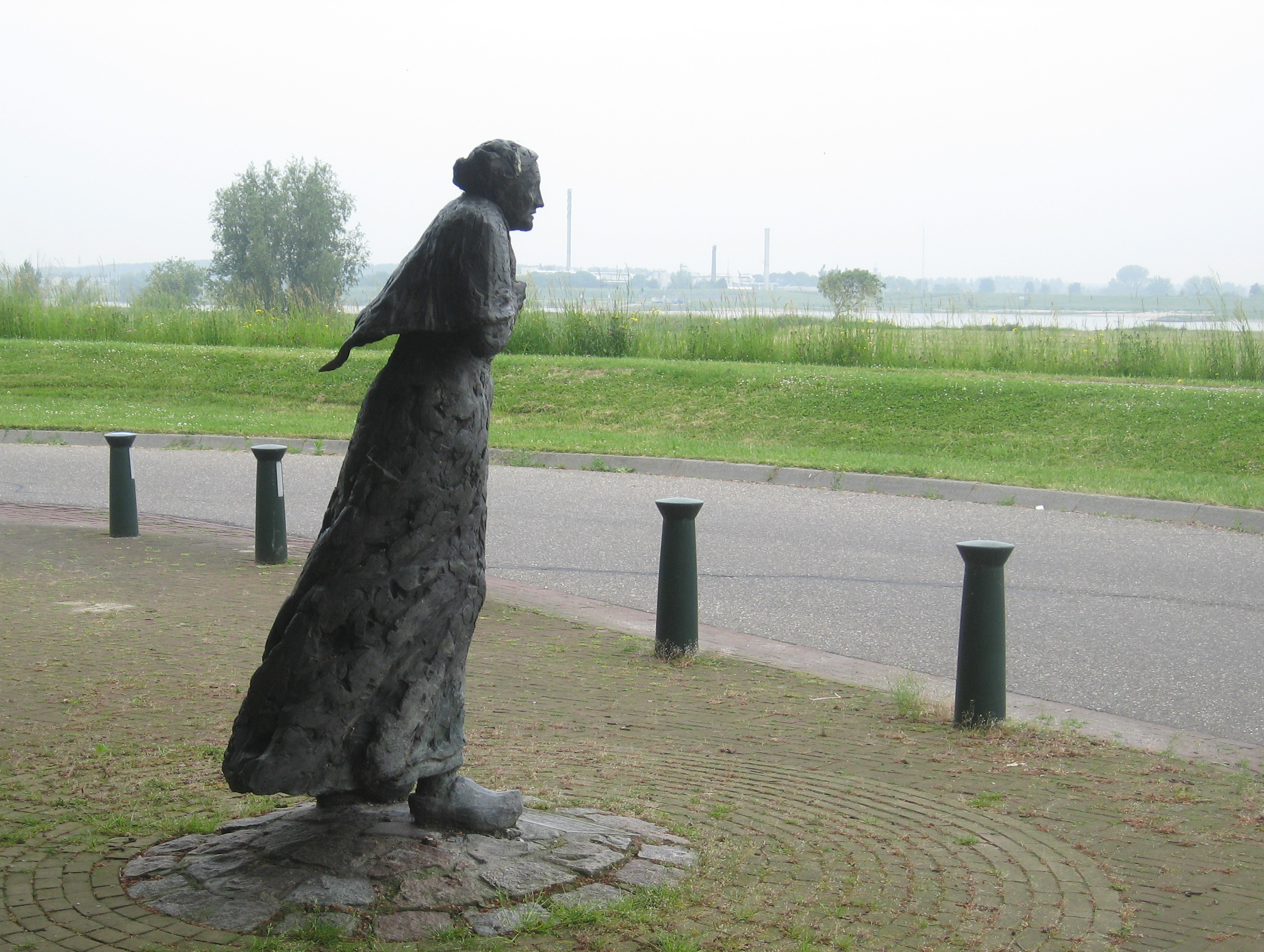
Boerenvrouw (1980), Brakel
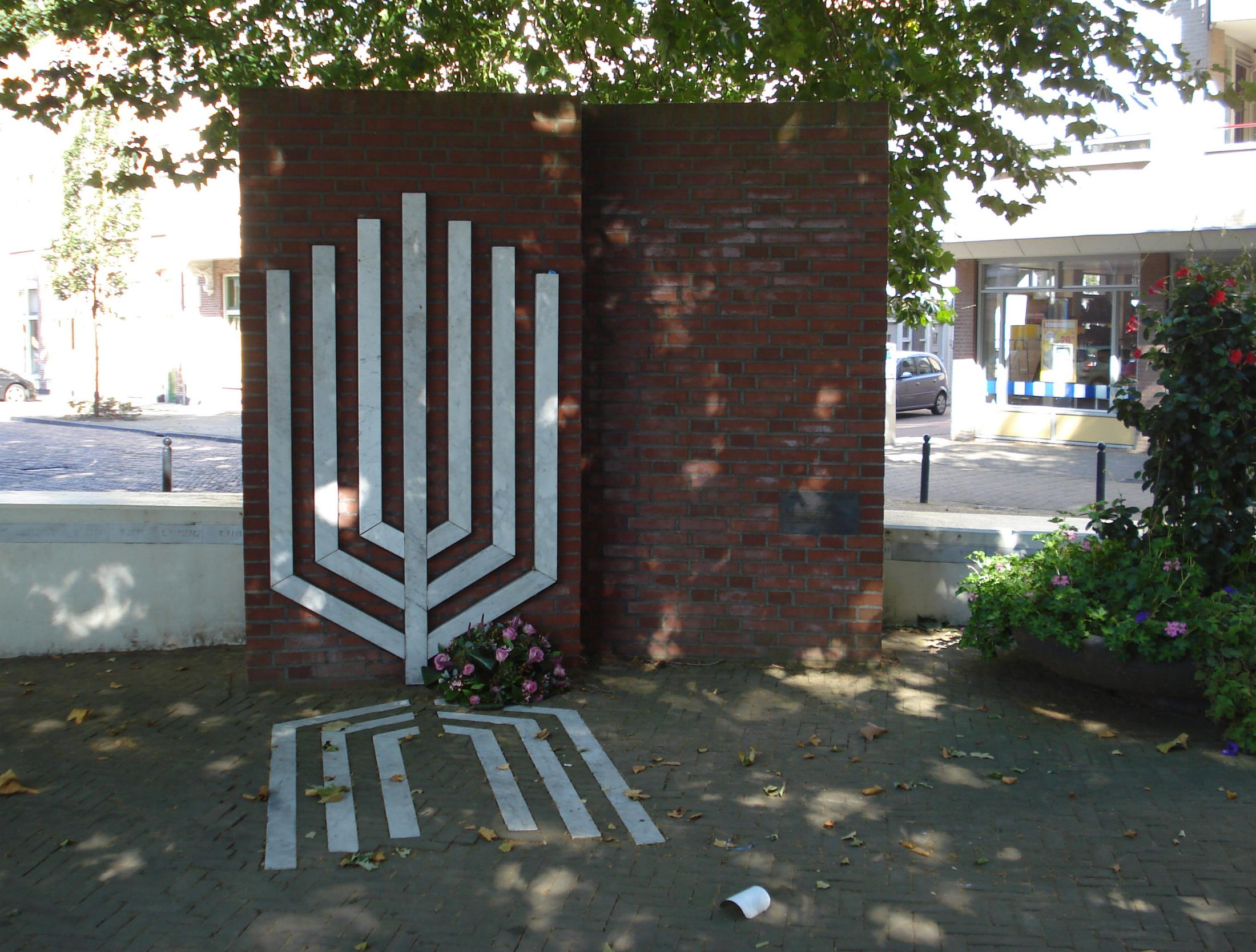
Joods Gedenkteken (1989), Gorinchem
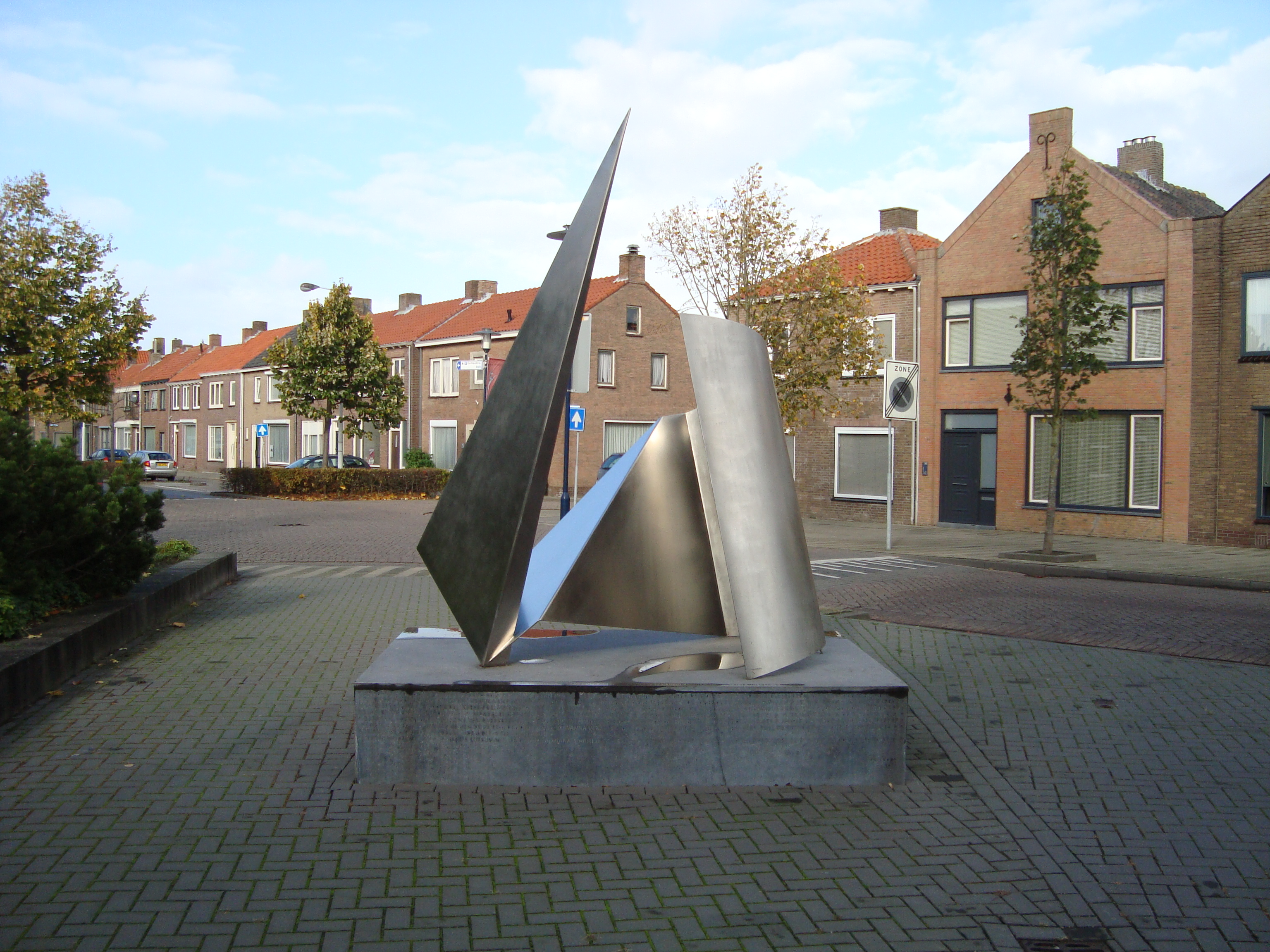
Herdenkings- en Vredesmonument (2011), Oostburg